# Feliz falsedad (álbum)
Feliz Falsedad es el nombre de un EP del grupo Soziedad Alkoholika lanzado en 1992 (Navidades del 91) dedicado al consumo en que vivimos y a la hipocresía que se vive en esas fechas. 
Durante 1994, la canción Feliz Falsedad era la encargada de abrir sus shows.

## Canciones
| N.º | Título                                                                         | Duración |  |
| 1.  | «Feliz Falsedad»                                                               |          |  |
| 2.  | «A mi no me gusta el polvo» (versión de "Another one bites the dust" de Queen) |          |  |
| 3.  | «Abre la boca» (Del álbum Soziedad Alkoholika)                                 |          |  |
| 4.  | «Ni Dios ni ná» (Del álbum Intoxikazión etílika)                               |          |  |

- Datos: Q5858589